# Acer Liquid A1
Acer Liquid A1 (S100) là một điện thoại thông minh được sản xuất bởi Acer Inc. của Đài Loan. Nó được ra mắt vào ngày 7 tháng 12 năm 2009 ở thị trường Anh. Đây là điện thoại Acer đầu tiên sử dụng hệ điều hành Android của Google. Nó cũng là điện thoại Android đầu tiên sử dụng bộ xử lý Snapdragon.

## Cập nhật phần mềm
Acer công bố ý định phát hành bản cập nhật cho điện thoại Acer Liquid vào nửa đầu năm 2010 để nâng cấp hệ điều hành Android từ phiên bản 1.6 lên 2.1 (Eclair). Bản cập nhật này cuối cùng ra có mặt vào tháng 7 năm 2010.